# Wektor dwustanowy
Wektor dwustanowy jest opisem mechaniki kwantowej w kontekście relacji przyczynowej, w której teraźniejszość zdeterminowana jest połączeniem stanów przeszłych oraz przyszłych.

## Teoria
Wektory dwustanowe są przykładem symetrycznej względem czasu interpretacji mechaniki kwantowej. Została ona zaproponowana po raz pierwszy przez Walterera Schottky'ego w 1921, a po nim jeszcze przez szereg innych naukowców. Formalizm wektorów dwustanowych wprowadził po raz pierwszy przez Satosi Watanabe w 1955 roku, który nazwał je formalizmem wektorów stanowych podwójnego wpływu (ang. Double Inferential state-Vector Formalism, DIVF). Watanabe zaproponował, że informacja, dostarczana przez ewoluujące stany kwantowe nie jest pełna. Aby opisać stan kwantowy, potrzebna jest jeszcze ewolucja wsteczna stanu: pierwszy wektor stanu, ewoluuje od warunków początkowych ku przyszłości, a drugi wektor ewoluuje wstecz, od warunków brzegowych. Pomiary z przeszłości przyszłości, zebrane razem, dostarczają pełen informacji o układzie kwantowym. Praca Watanabe została potem ponownie odkryta w 1964 przez Yakira Aharonowa, Petera Bergmanna i Joela Lebowitza, którzy później przemianowali ją na Formalizm Dwuwektorów Stanowych (TSVF). Konwencjonalne prognozowanie, podobnie, jak jego odwrotność, można formalnie osiągnąć przez oddzielenie warunków początkowych (lub, odpowiednio, końcowych) poprzez dokonanie sekwencji niszczących koherencję operacji, co kasuje wpływ dwu-wektorów stanu.
Dwu-wektor stanu reprezentowany jest przez
{\displaystyle \langle \Phi |\ \ \ |\Psi \rangle }
gdzie stan {\displaystyle \langle \Phi |} ewoluuje wstecz, a {\displaystyle |\Psi \rangle } ewoluuje wprzód.
W przypadku doświadczenia z podwójną szczeliną, pierwszy wektor ewoluuje od elektronu opuszczającego źródło, a drugi od finalnego położenia elektronu na detektorze. Kombinacja stanów ewoluujących wprzód i wstecz determinuje, co się dzieje z elektronem przechodzącym przez szczeliny.
Formalizm dwu-wektora stanu dostarcza symetrycznej względem czasu interpretacji mechaniki kantowej, i jest skonstruowany tak, aby być niezmiennikiem względem czasu. Można to wykorzystać w szczególności przy analizie przed- i po-oznaczonych układów kwantowych. Bazując na pojęciu dwustanowości, Reznik i Aharonow skonstruowali symetryczne względem czasu sformułowanie mechaniki kwantowej, obejmujące zarówno obserwable probabilistyczne, jak i nieprobabilistyczne obserwable słabych pomiarów.

## Powiązania z innymi koncepcjami
W oparciu o podejście TSVF, oraz w celu pozyskiwania informacji o zarówno pre- jak i post-oznaczonych układach kwantowych, Yahir Aharonow, David Albert i Lew Vaidman rozwinęli teorię słabych pomiarów.
W TSVF przyczynowość jest symetryczna czasowo, ale zwykły łańcuch zdarzeń nie jest po prostu odwrócony. TSVF łączy raczej przyczynowość z przeszłości i z przyszłości (przyczynowość wsteczną, retroprzyczynowość).
Podobnie, jak teoria de Broglie-Bohma, TSVF dostarcza takich samych przewidywań, jak standardowa mechanika kwantowa. Lew Vaidman podkreślił, że TSVF bardzo dobrze pasuje do interpretacji wieloświata Hugh Everetta.
Dwu-wetkory stanu wykazują podobieństwa do interpretacji transakcyjnej mechaniki kwantowej, zaproponowanej przez Johna G. Cramera w 1986 roku, chociaż Ruth Kastner twierdziła, iż są między nimi istotne różnice. Współdzielą one właściwość symetryczności czasu razem z teorią absorbera Wheelera-Feynmana, autorstwa Richarda Feynmana i Johna Archibalda Wheelera, oraz z symetryczną czasowo mechaniką kwantową K. B. Whartona.